# Aeroportul Houari Boumediene
Aeroportul Houari Boumediene (IATA: ALG, ICAO: DAAG) este un aeroport din Alger, Provincia Alger, Algeria ce deservește zona Alger. Aeroportul a fost tranzitat în 2018 de 7.975.412 pasageri. A fost deschis în 1924 și numit după Houari Boumediene⁠(d).
Situat la o altitudine de 25 m, aeroportul dispune de 2 piste. Este operat de EGSA Alger⁠(d).

## Infrastructură

### Piste
Aeroportul dispune de 2 piste. Pista are orientarea 05/23.Pista are orientarea 09/27.